# یواوپی

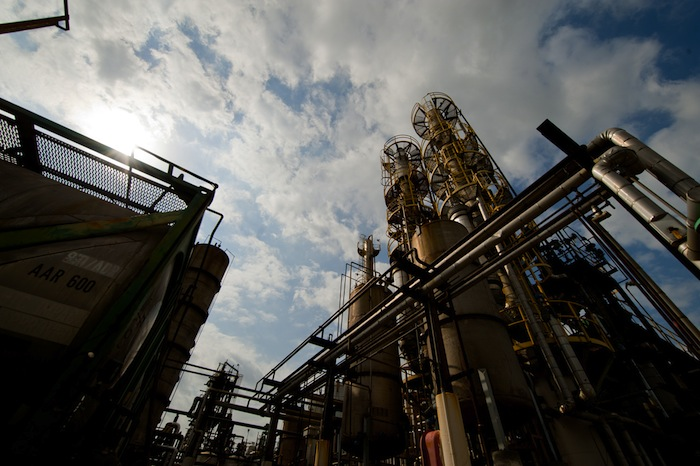
پالایشگاه تولید دیزل سبز هانی‌ول، در پاسادانا، تگزاس

یواوپی (به انگلیسی: UOP) که قبلاً با نام یونیورسال اویل پروداکتس شناخته می‌شد، یک شرکت چندملیتی است، که در زمینه توسعه و انتقال فناوری‌های مرتبط با پالایش نفت، پردازش گاز، تولید محصولات پتروشیمی و صنایع تولیدی بزرگ فعالیت می‌نماید. 
ریشه‌های تأسیس این شرکت به سال ۱۹۱۴ بازمی‌گردد، زمانی‌که فرایند انقلابی کراکینگ حرارتی را، معرفی نمود، که سرآغازی بود برای ابداع و بکارگیری روش‌های پالایش مدرن، که امروزه در پالایشگاه‌های پیشرفته از آن‌ها استفاده می‌شود. 
در دهه‌های بعد، مهندسان یواوپی هزاران اختراع را به ثبت رساندند، که منجر به پیشرفت‌های مهمی در زمینه تکنولوژی فرایند، مشاوره سودآوری و طراحی تجهیزات پالایشگاهی شد.